# Passiflora cardonae
Passiflora cardonae är en passionsblomsväxtart som beskrevs av Ellsworth Paine Killip. Passiflora cardonae ingår i släktet passionsblommor, och familjen passionsblomsväxter. Inga underarter finns listade i Catalogue of Life.